# Souostroví Vega
Souostroví Vega (norsky Vegaøyan) se nachází v Norsku poblíž severního polárního kruhu. Zdejší ostrovy byly osidlovány již od pravěku i přesto, že krajina zde byla nehostinná. Lidé se živili převážně rybolovem, zakládali vesnice a postupně utvářeli krajinu, která pro svou jedinečnost byla v roce 2004 přijata na Seznam světového dědictví UNESCO.